# Pompiliusz Maria Pirrotti
Pompiliusz Maria od św. Mikołaja Pirrotti, właśc. wł. Domenico Michele Giovan Battista Pirrotti (ur. 29 września 1710 w Montecalvo Irpino, zm. 15 lipca 1766 w Campi Salentina) – włoski pijar (SP), święty Kościoła katolickiego.
Dominik Pirrotti urodził się 29 września 1710 roku, jako syn adwokata Girolamo. W 1727 Dominik Porrotti uciekł z domu, aby wstąpić do zakonu pijarów w Neapolu. W zakonie przyjął imię Pompiliusz Maria od św. Mikołaja. W 1734 otrzymał święcenia kapłańskie, po czym pełnił rolę nauczyciela w szkołach pijarskich. Propagował kult Serca Jezusowego.
Został beatyfikowany przez Leona XIII 26 stycznia 1890, a kanonizowany 19 marca 1934 przez Piusa XI w bazylice św. Piotra na Watykanie.
Jego wspomnienie liturgiczne obchodzone jest tradycyjnie w dzienną pamiątkę śmierci.